# Казане (Куявсько-Поморське воєводство)
Казане (пол. Kazanie, нім. Wildheim) — село в Польщі, у гміні Любранець Влоцлавського повіту Куявсько-Поморського воєводства.
Населення — 388 осіб (2011).

## Демографія
Демографічна структура станом на 31 березня 2011 року:
|          | Загалом | Допрацездатний вік | Працездатний вік | Постпрацездатний вік |
| -------- | ------- | ------------------ | ---------------- | -------------------- |
| Чоловіки | 204     | 33                 | 152              | 19                   |
| Жінки    | 184     | 28                 | 111              | 45                   |
| Разом    | 388     | 61                 | 263              | 64                   |